# Zubair (Stadt)
Zubair (arabisch الزبير, DMG az-Zubair) ist eine irakische Stadt in der Provinz Basra. Andere Namensvarianten sind az-Zuhair, az-Zubair, Zubair, el-Zubair, oder Zobier. Die Stadt hat 2007 eine Bevölkerung von 124.611 Einwohnern.
Benannt ist die Stadt nach dem ṣaḥābī Abu ‘Abd Allah Zubayr ibn al-Awwam, der hier begraben liegt. Manchmal wird die Stadt auch Alt-Basra genannt. 
Im 19. Jahrhundert gab es eine große Einwanderungswelle aus dem saudi-arabischen Nadschd. Diese Einwanderer bildeten bis in die 70er oder 80er des 20. Jahrhunderts den größten Teil der Stadtbevölkerung. So war Zubair eine sunnitisch geprägte Stadt im schiitischen Südirak. Auf der anderen Seite gab es im Laufe der Zeit Auswanderungen nach Saudi-Arabien und nach Kuwait.